# نغوين منه فونج
نغوين منه فونج (بالفيتنامية: Nguyễn Minh Phương) هو لاعب كرة قدم فيتنامي في مركز الوسط، ولد في 5 يوليو 1980 في محافظة دونغ ناي في فيتنام. شارك مع منتخب فيتنام تحت 23 سنة لكرة القدم ومنتخب فيتنام لكرة القدم. أما مع النوادي، فقد لعب مع نادي إس إتش بي دا نانغ ونادي هوشي منه سيتي.

## وصلات خارجية
- نغوين منه فونج على موقع قاعدة بيانات كرة القدم.إي يو (الإنجليزية)
- نغوين منه فونج على موقع ناشيونال فوتبول تيمز (الإنجليزية)